# Literatura young adult
A literatura young adult ou literatura YA, ocasionalmente traduzida como literatura para jovens adultos ou literatura jovem adulta, é normalmente escrita para leitores de 12 a 18 anos e inclui a maioria dos temas encontrados na ficção para adultos, como disfunção familiar, abuso de substâncias, alcoolismo e sexualidade. É caracterizada por uma construção de mundo mais simples do que a literatura para adultos enquanto busca destacar as experiências de adolescentes de várias maneiras. Existem vários gêneros na literatura YA.
O primeiro uso conhecido do termo young adult ocorreu em 1942. Antes da década de 1930, adolescentes, jovens e jovens adultos ainda eram considerados crianças na sociedade. Após o reconhecimento dos adolescentes como um grupo distinto de pessoas, a designação de literatura para jovens adultos foi desenvolvida por bibliotecários para ajudar os adolescentes a fazer a transição entre a literatura infantil e a literatura para adultos. De acordo com um estudo realizado em 2023, 55% dos consumidores de literatura YA tinham mais de 18 anos. 78% dos consumidores adultos compraram para si. Desses compradores adultos, 51% tinham entre 30 e 44 anos. Isso demonstra que o consumo de literatura para jovens adultos é muito forte fora do público-alvo.
No Brasil, a literatura young adult passou a existir de forma expressiva a partir da publicação dos primeiros livro da série Harry Potter no país no ano 2000.